# Gran Premi de Mònaco del 1971
Resultats del Gran Premi de Mònaco de Fórmula 1 de la temporada 1971, disputat al circuit urbà de Montecarlo el 23 de maig del 1971.

## Resultats de la cursa
| Pos | No | Pilot                | Equip          | Voltes | Temps/ Retir.  | Pos. de sort. | Punts |
| --- | -- | -------------------- | -------------- | ------ | -------------- | ------------- | ----- |
| 1   | 11 | Jackie Stewart       | Tyrrell - Ford | 80     | 1h 52' 21. 3   | 1             | 9     |
| 2   | 17 | Ronnie Peterson      | March - Ford   | 80     | + 25.6 s       | 6             | 6     |
| 3   | 4  | Jacky Ickx           | Ferrari        | 80     | + 53.3 s       | 2             | 4     |
| 4   | 9  | Denny Hulme          | McLaren - Ford | 80     | + 1' 06.7 min. | 6             | 3     |
| 5   | 1  | Emerson Fittipaldi   | Lotus - Ford   | 79     | + 1 Volta      | 17            | 2     |
| 6   | 24 | Rolf Stommelen       | Surtees - Ford | 79     | + 1 Volta      | 16            | 1     |
| 7   | 22 | John Surtees         | Surtees - Ford | 79     | + 1 Volta      | 10            |       |
| 8   | 27 | Henri Pescarolo      | March - Ford   | 77     | + 3 Voltes     | 13            |       |
| 9   | 15 | Pedro Rodríguez      | BRM            | 76     | + 4 Voltes     | 5             |       |
| 10  | 8  | Tim Schenken         | Brabham - Ford | 76     | + 4 Voltes     | 18            |       |
| Ret | 14 | Jo Siffert           | BRM            | 58     | Pèrdua d'oli   | 3             |       |
| Ret | 21 | Jean-Pierre Beltoise | Matra          | 47     | Diferencial    | 7             |       |
| Ret | 20 | Chris Amon           | Matra          | 45     | Diferencial    | 4             |       |
| Ret | 5  | Clay Regazzoni       | Ferrari        | 24     | Accident       | 11            |       |
| Ret | 10 | Peter Gethin         | McLaren - Ford | 22     | Accident       | 14            |       |
| Ret | 2  | Reine Wisell         | Lotus - Ford   | 21     | Rodes          | 12            |       |
| Ret | 12 | François Cevert      | Tyrrell - Ford | 5      | Accident       | 15            |       |
| Ret | 7  | Graham Hill          | Brabham - Ford | 1      | Accident       | 9             |       |
| NVQ | 16 | Howden Ganley        | BRM            |        |                |               |       |
| NVQ | 6  | Mario Andretti       | Ferrari        |        |                |               |       |
| NVQ | 18 | Alex Soler-Roig      | March - Ford   |        |                |               |       |
| NVQ | 28 | Skip Barber          | March - Ford   |        |                |               |       |

## Altres
- Pole: Jackie Stewart 1' 23. 2
- Volta ràpida: Jackie Stewart 1' 22. 2 (a la volta 57)